# Portrait de jeune homme (Raphaël, Budapest)
Pour les articles homonymes, voir Portrait de jeune homme.
Le Portrait de jeune homme  ou Portrait du jeune Pietro Bembo est une peinture à l'huile sur bois de 54 × 39 cm du peintre Raphaël, conservée au Musée des beaux-arts de Budapest.

## Histoire
Le tableau est souvent associé au portrait de Pietro Bembo réalisé par Raphaël et mentionné dans une lettre de 1530 du patricien vénitien et collectionneur d'art Marcantonio Michiel qui cite la peinture parmi les œuvres qu'il a vues dans la maison de Bembo à Padoue.
Il n'est pas certain que le personnage représenté soit Pietro Bembo. L'absence de ressemblance de cette image avec celles considérés certaines, en particulier le nez, a conduit proposer d'autres sujets, y compris Agnolo Doni, dont Raphaël a peint le portrait à la même époque.
Dans une biographie de 2004 de Bembo, Carol Kidwell a écrit que le sujet « apparaît en courtisan heureux, mais pas comme un homme qui a marqué l'histoire car il porte un béret rouge alors que les nobles vénitiens le portaient de couleur noire ».
Le tableau a fait partie de la collection Esterházy et est parvenu au musée en 1820, attribué à Bernardino Luini.
En 1884, Viardot a été le premier à attribuer la peinture à Raphaël, suivi par Johann David Passavant, Giovanni Morelli (1886) et Ferenc Pulszky  (1896).
La critique moderne a accepté l'attribution à Raphaël, toutefois sous certaines réserves, en particulier celles de Bernard Berenson, de Sergio Ortolani et de Francesco Brizio, avec une datation proche de l'an 1504 ou une période très proche.

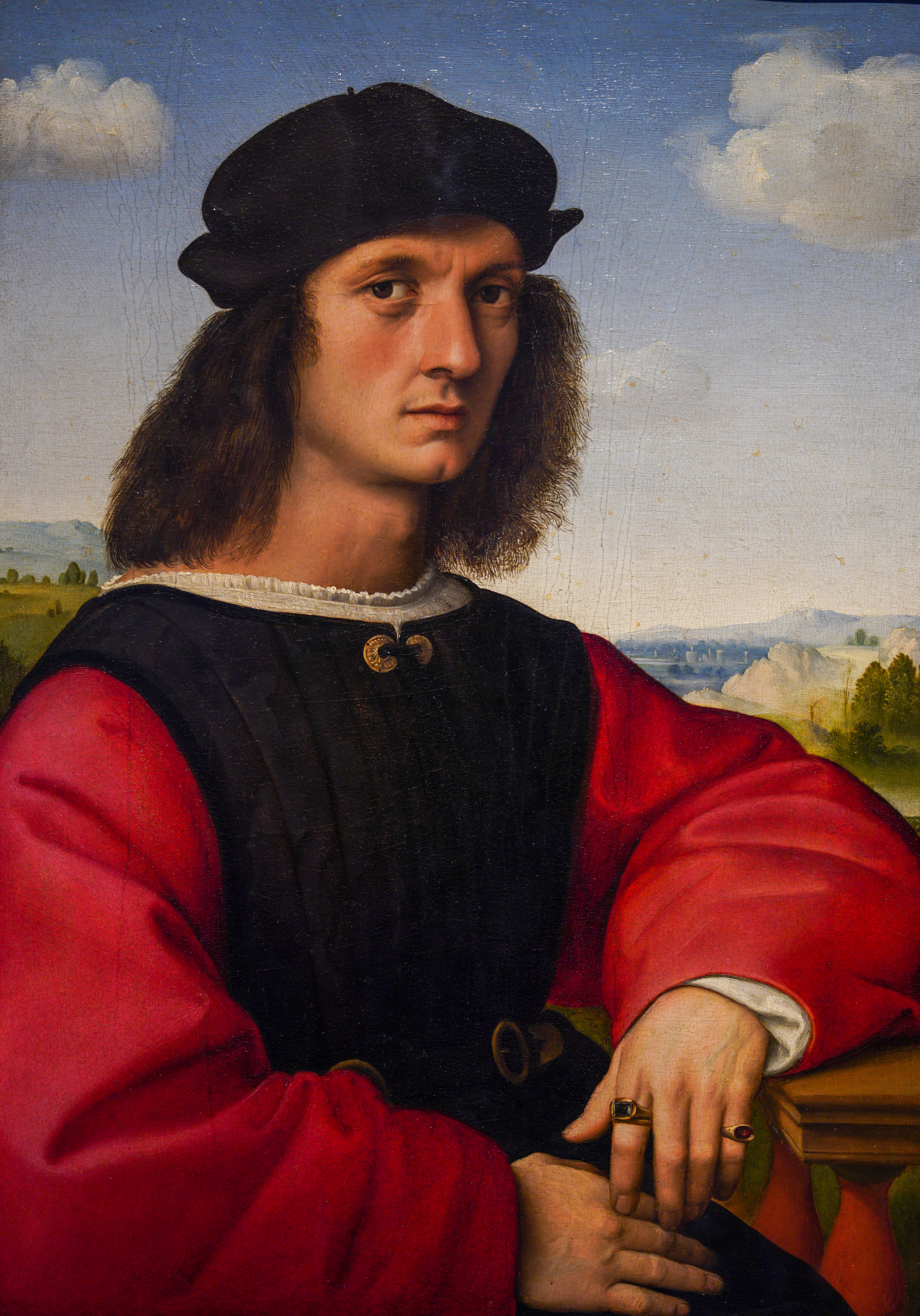
Portrait d'Agnolo Doni (1506), Raphaël.
Pietro Bembo (1539-1540), Titien.
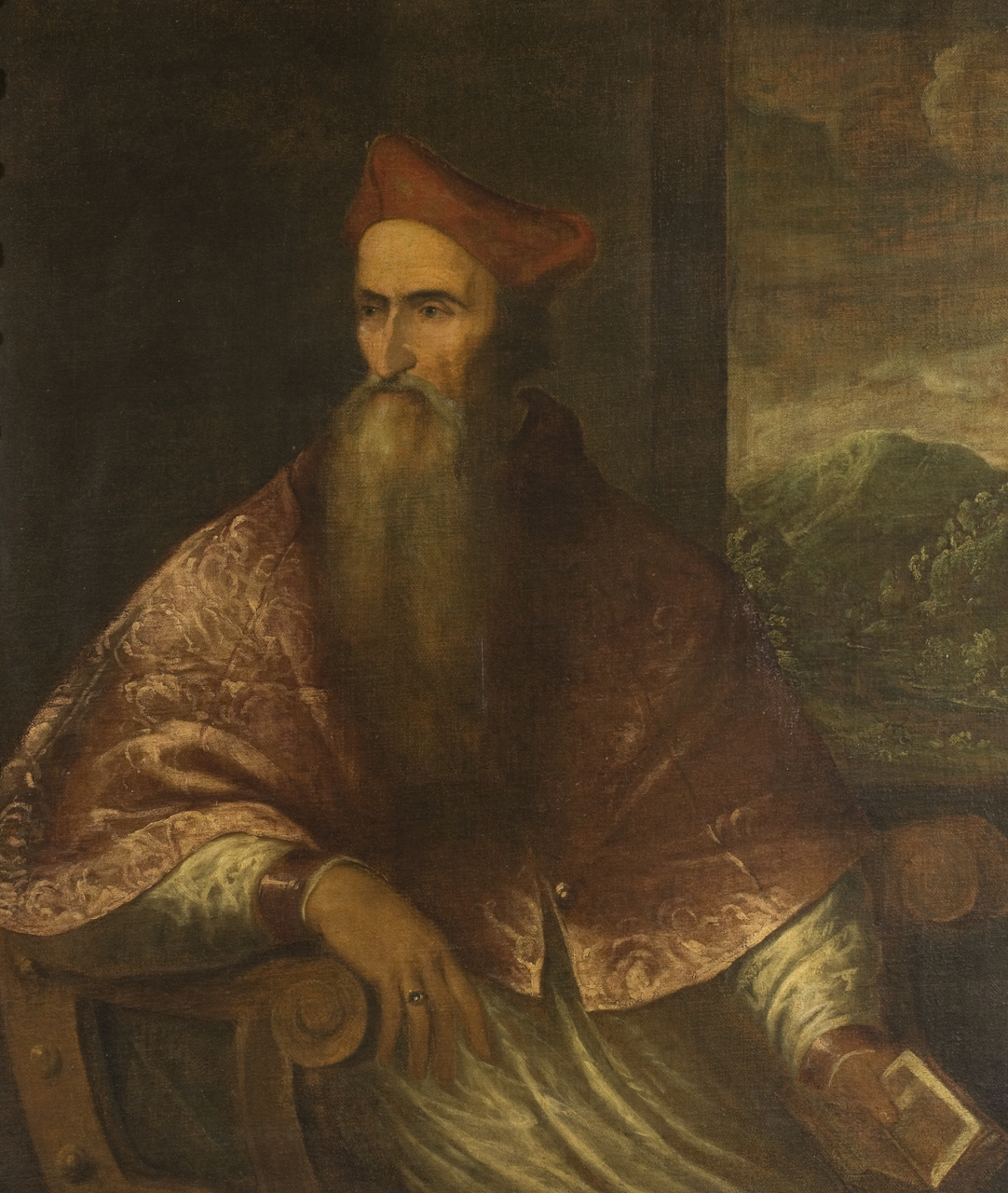
Pietro Bembo (1545-1546), Titien.

## Description et style
Le personnage est représenté en buste de trois-quarts posté au-delà d'un parapet d'inspiration flamande à la façon du Pérugin ; il fixe des yeux le spectateur en ébauchant un léger sourire.
Afin de faire apparaître les mains sur le parapet, le personnage plie le bras de façon peu naturelle et dans sa main droite il tient un petit feuillet enroulé (comme le Portrait du Pérugin).
Il porte un chapeau rouge qui laisse échapper les longs cheveux qui encadrent le visage. Il est habillé d'une cape noire sur une blouse rouge et une chemise blanche qui dépasse légèrement du col.
À l'arrière-plan, le décor est constitué par une route sinueuse, un petit lac, à droite un château perché sur une colline, et à gauche quelques collines se perdant au loin sous un ciel clair.

## Analyse
Les détails physiques même ceux esthétiquement imparfaits sont traités par l'artiste avec une objectivité raffinée qui ne porte pas atteinte à la dignité du personnage.
Le parapet est un motif qui a eu un certain succès depuis le milieu du XVe siècle, introduit par Jan van Eyck et repris en Italie par de nombreux artistes. Son utilité était de délimiter l'espace de la peinture et l'espace réel de l'observateur en rendant plus plausible la coupe à mi-figure.